# Brachycoryna
Brachycoryna là một chi bọ cánh cứng trong họ Chrysomelidae.
Chi này được Guérin-Méneville miêu tả khoa học năm 1844.

## Các loài
Các loài trong chi này gồm:
- Brachycoryna dolorosa (Van Dyke, 1925)
- Brachycoryna hardyi (Crotch, 1874)
- Brachycoryna longula (Weise, 1907)
- Brachycoryna melsheimeri (Crotch, 1873)
- Brachycoryna montana (Horn, 1883)
- Brachycoryna notaticeps Pic, 1928
- Brachycoryna pumila (Guérin-Méneville, 1844)